# شيميات
الشيميات (الاسم العلمي: Carangidae) هي فصيلة من الأسماك تتبع رتبة شيميات الشكل من طائفة شعاعيات الزعانف.

## التصنيف
- الشيم
- الشيماني

## صور متفرقة

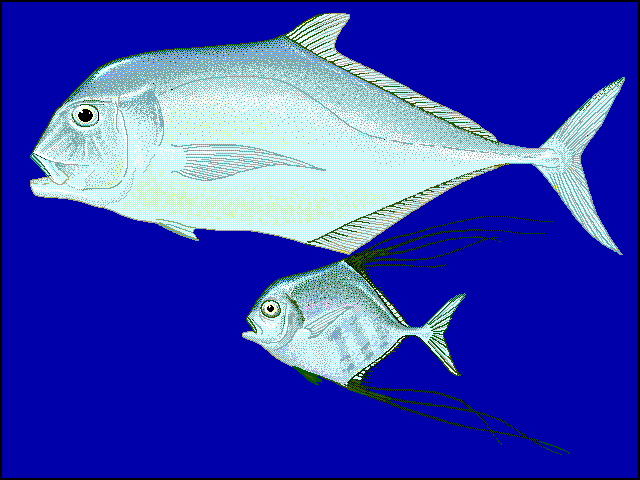
الشيم الأفريقي، Alectis ciliaris
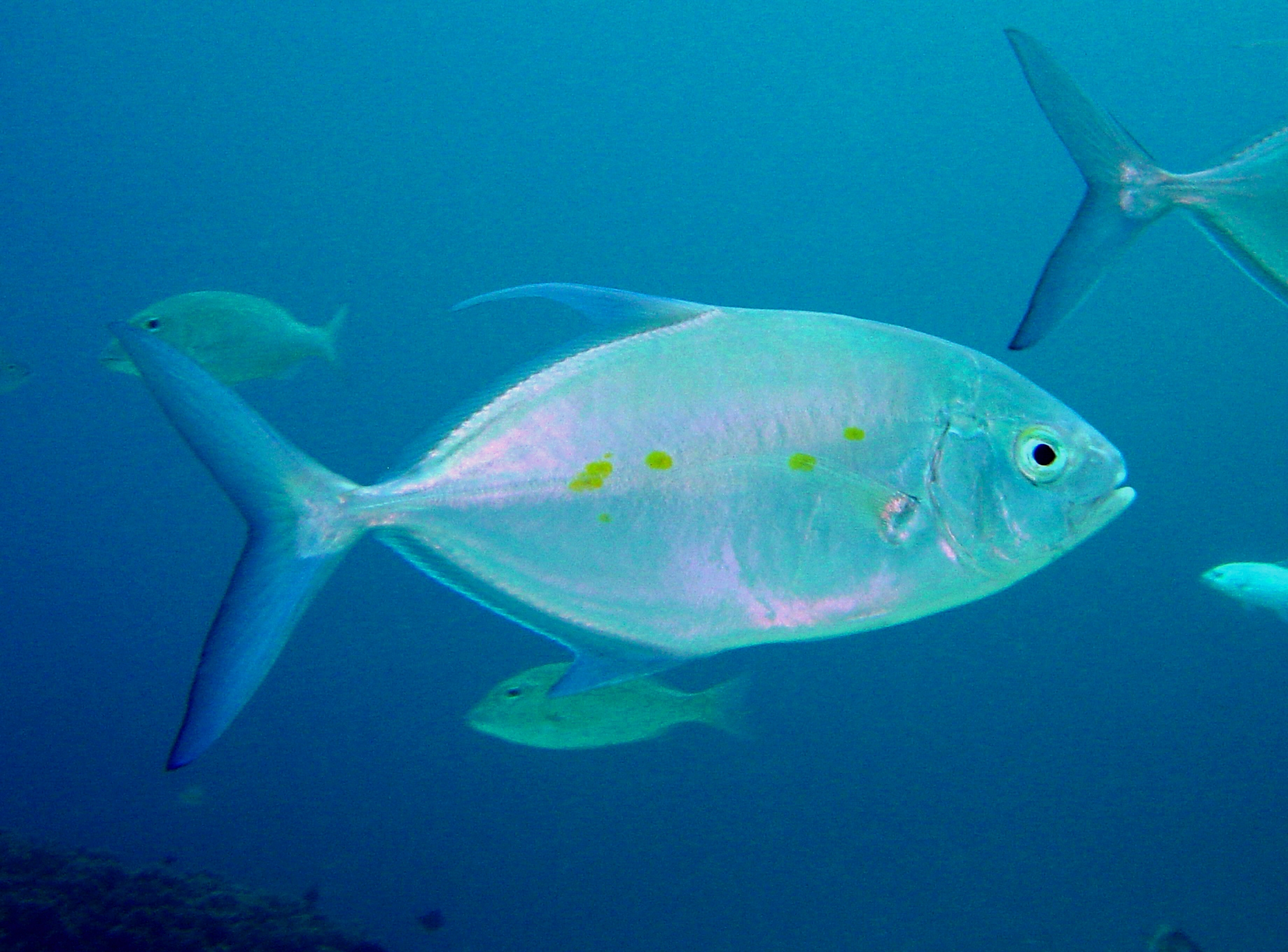
شيم الجزر، Carangoides orthogrammus
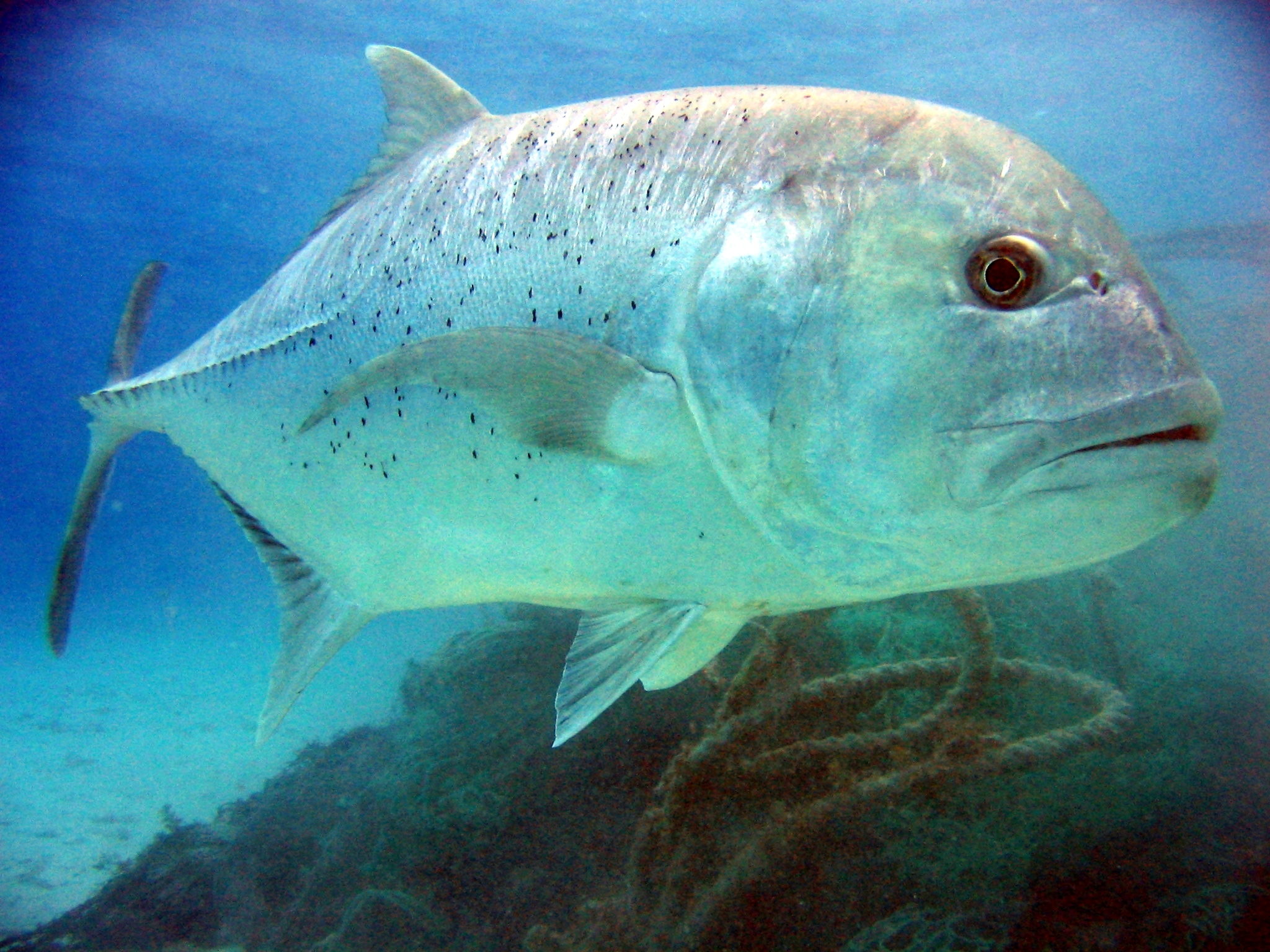
الشيم العملاق، شيم عملاق، أكبر الأنواع
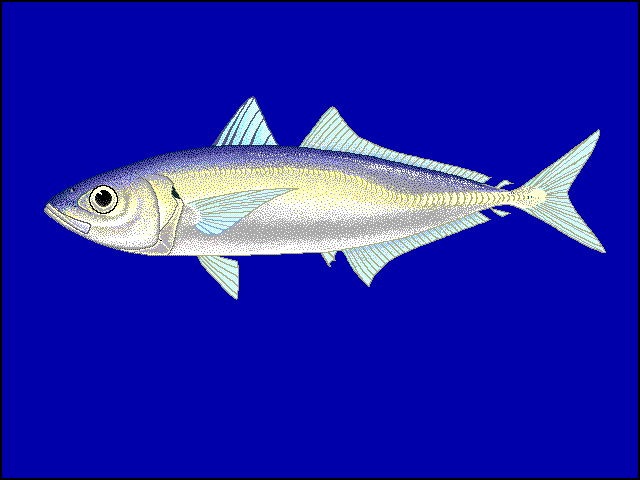
الشيم الهندي، Decapterus russelli
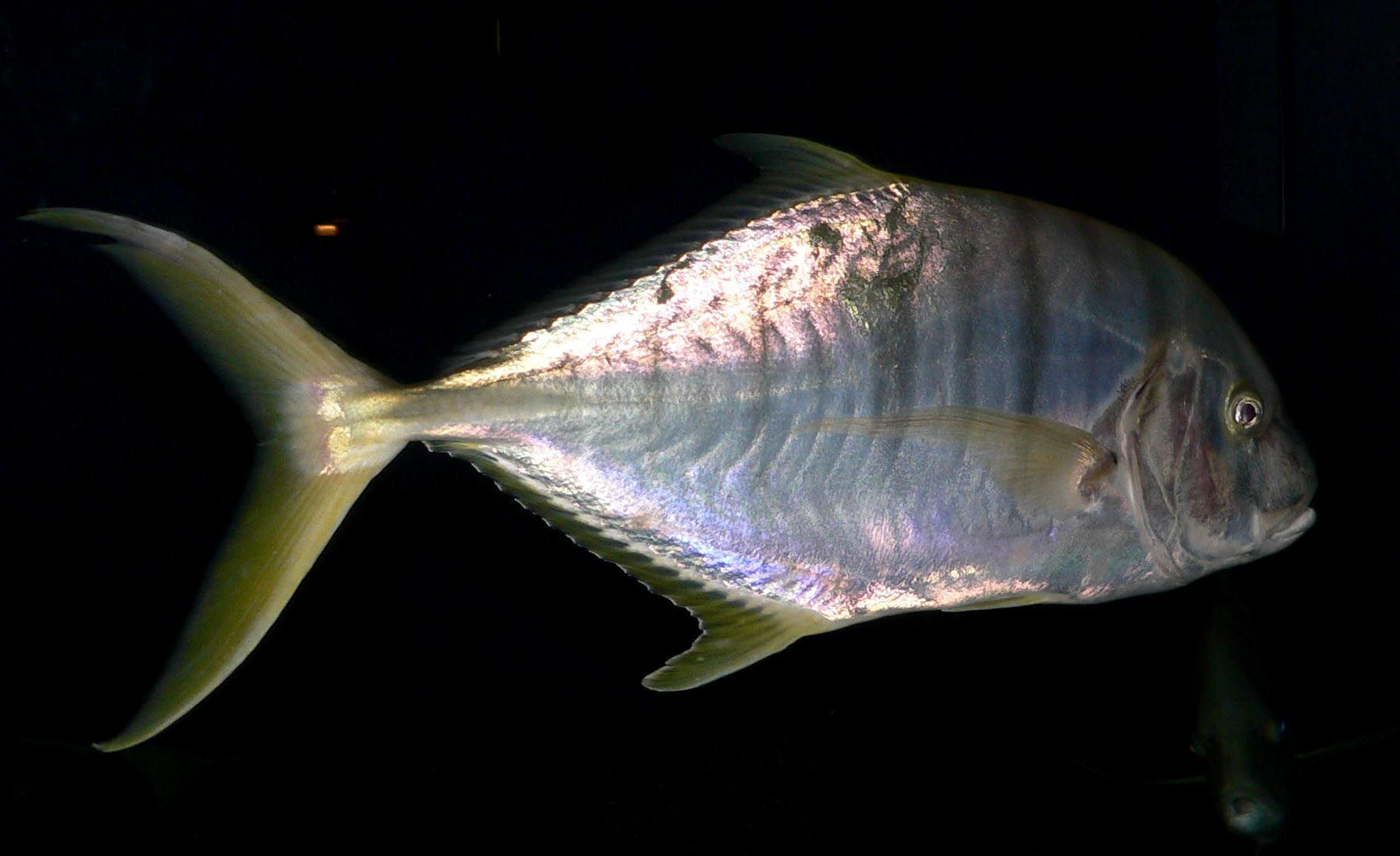
الشيم الذهبي، زريدي ذهبي
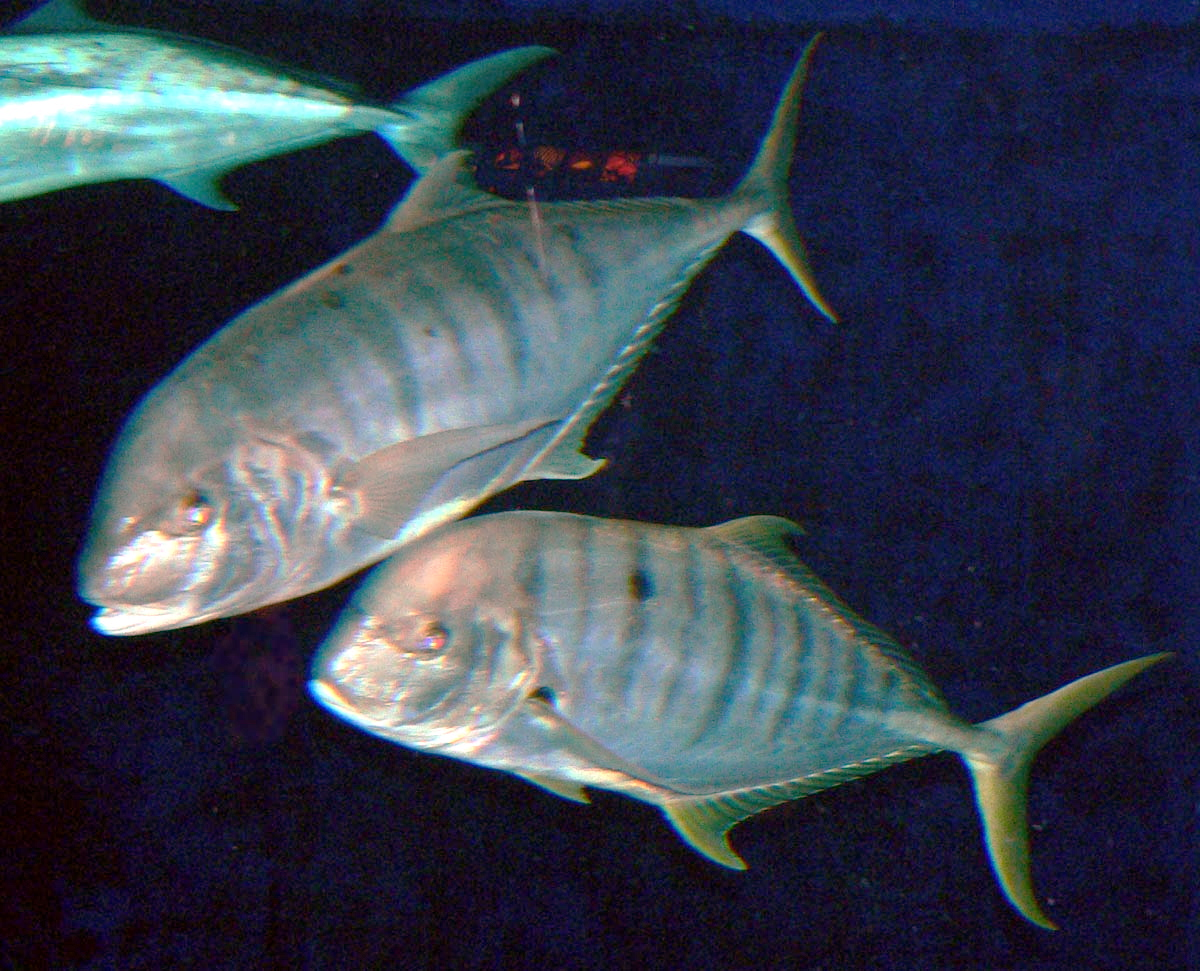
الشيم الذهبي، Gnathanodon speciosus
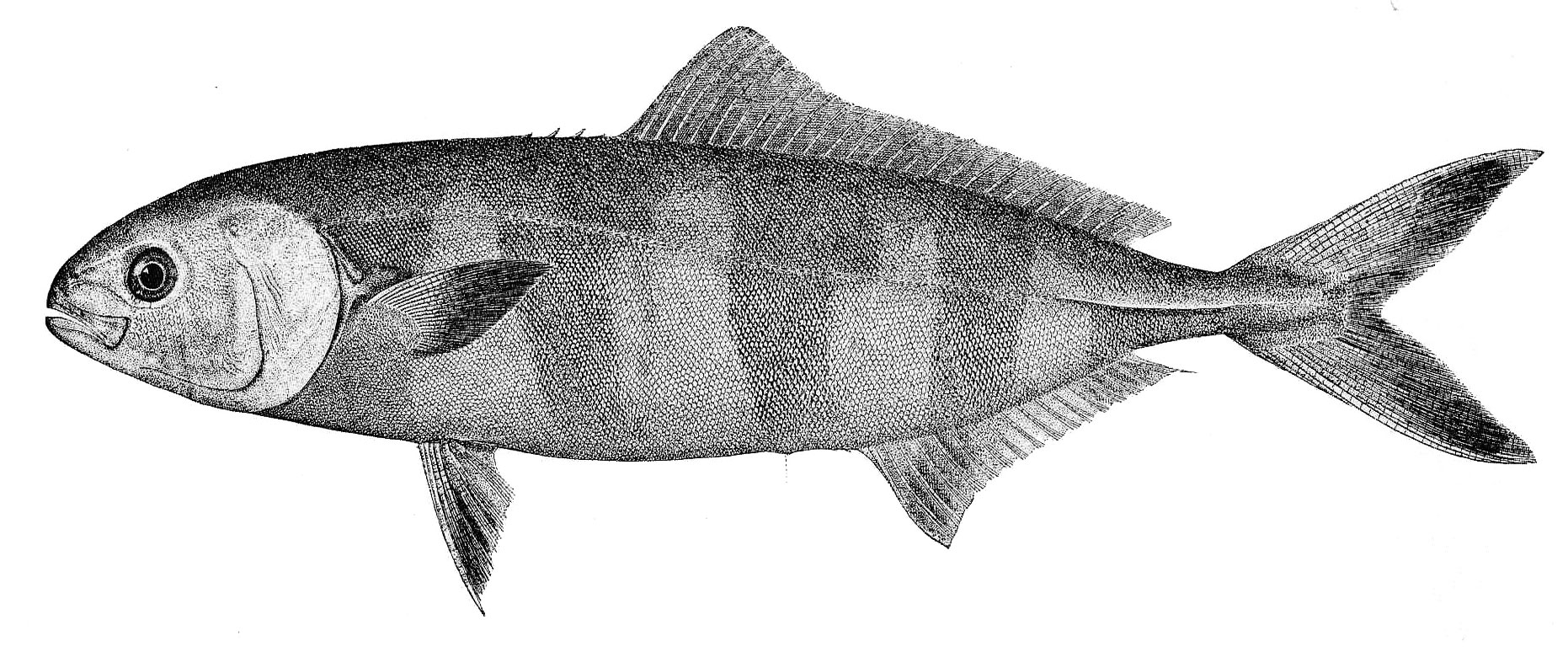
سمك الطيار، ربان مبذول
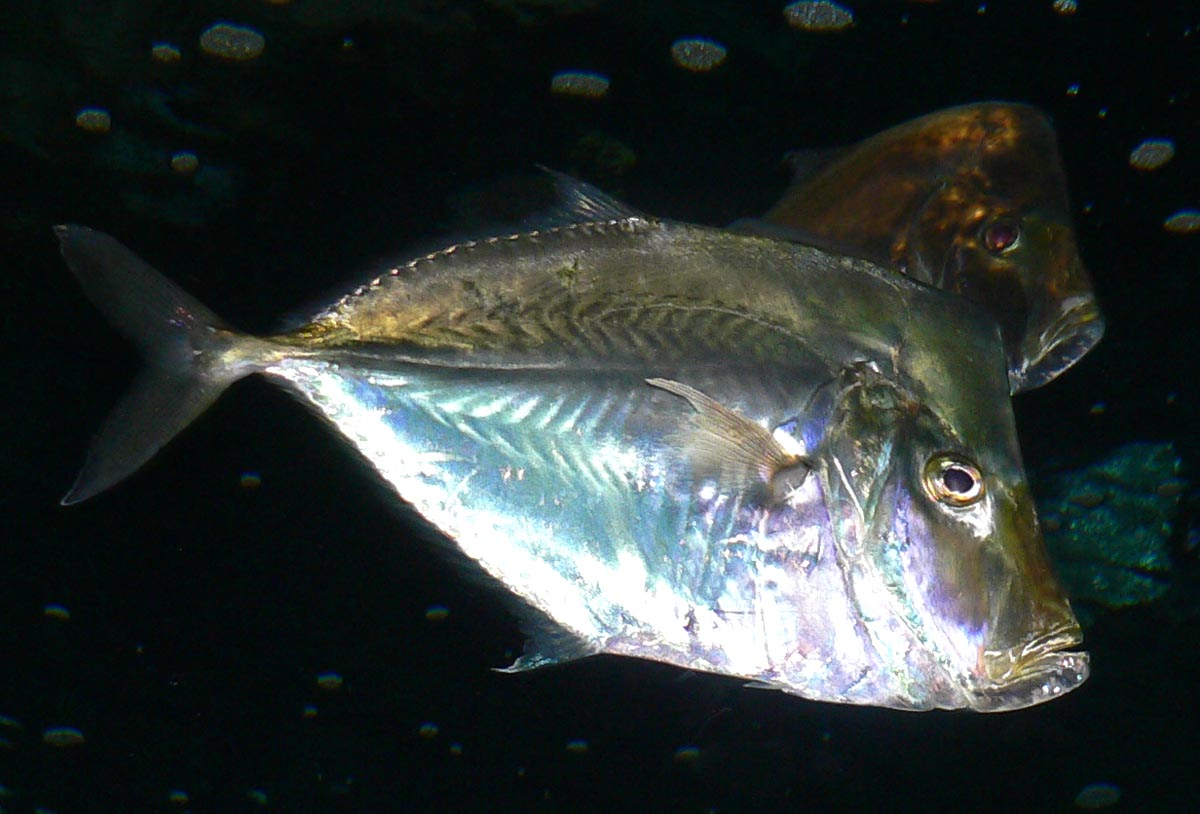
السمكة النظرة لاأسفل، سمكة لوك داون
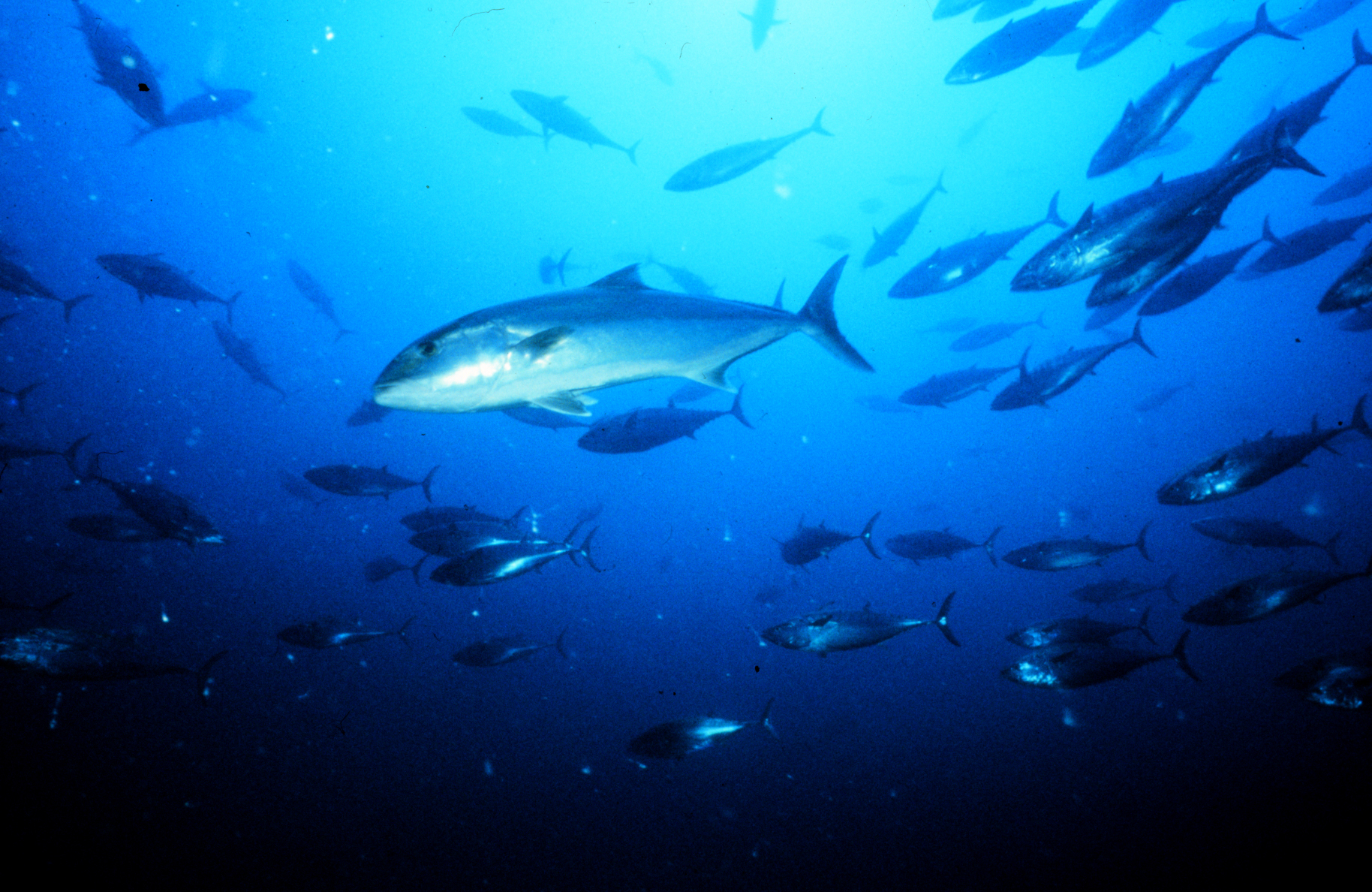
سمكة الجاك العملاق، سريولة المتوسط
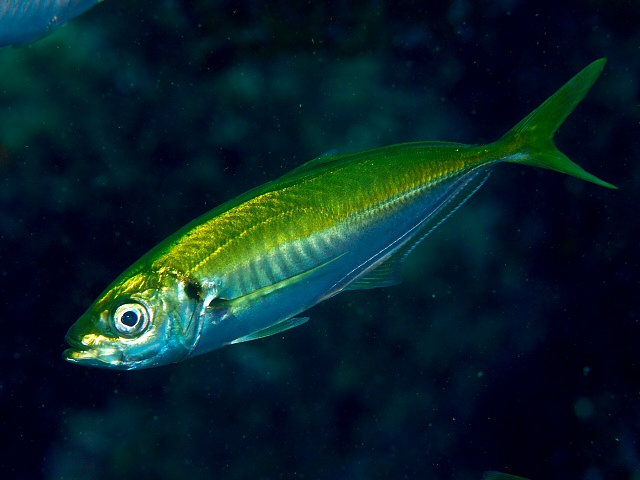
سمكة الجاك الياباني، Trachurus japonicus
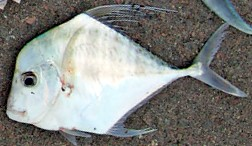
سمكة الخيط الهندية، Alectis indicus